# Дракпа Одзер
Дракпа Одзер (тиб. གྲགས་པ་འོད་ཟེར; 1246– 1303) — 5-й діші (імператорський наставник) Тибету в 1291—1303 роках.

## Життєпис
Походив з роду Хангасарпа, пов'язаного з кланом Кхен. Старший син Сумпа Дракпа Г'ялцена. Здобув класичну освіту для представників сак'яської школи. Деякий час управляв майном Пагба-лами.
1282 року супроводжував Дхармапалу Раксіту до Ханбалику. Тут перейшов до управління діші. 1291 року після відставки Єше Рінчена сам отримав цю посаду. Втім на відміну від перших дішібув менш самостійним, остаточно увійшовши до адміністративної системи управління імперії Юань.
Невдовзі прийняв делегацію від Аґлена, дпон-чена (намісника) в У-Цангу, щодо передачі посади сак'я-трицзіна (настоятель-правитель) школи Сак'я до представника клану Кхен — Санпопали. За сприяння Дракпи Одзера імператор Оладжейту-Темур схвалив таке рішення.
Помер 1303 року. На посаді діші його замінив Джам'ян Рінчен Г'ялцен.